# Caso Missouri ex rel. Gaines v. Canada
Missouri ex rel. Gaines v. Canada (1938), foi uma decisão da Suprema Corte dos Estados Unidos determinando que os estados que ofereciam uma escola para estudantes brancos também deveriam fornecer educação estadual para negros. Os estados poderiam atender a esse requisito permitindo que negros e brancos frequentassem a mesma escola ou criando uma segunda escola para negros.